# Les Marêts
Les Marêts település Franciaországban, Seine-et-Marne megyében. Lakosainak száma 154 fő (2022. január 1.). Les Marêts Courtacon, Rupéreux, Augers-en-Brie és Champcenest községekkel határos.

## Népesség
A település népességének változása:
| Lakosok száma | 153  | 151  | 149  | 149  | 148  | 150  | 152  | 154  |
|               | 2013 | 2015 | 2017 | 2018 | 2019 | 2020 | 2021 | 2022 |